# حصار الجزيرة الخضراء (1309)
حصار الجزيرة الخضراء سنة 1309 موقعة وقعت بين شهري يوليو 1309 ويناير 1310 في عهد فرناندو الرابع ، ملك قشتالة وليون ، خلال حرب الاسترداد.
واضطرت القوات القشتالية إلى رفع الحصار المفروض على الجزيرة الخضراء ، دون تحقيق هدفها بالاستيلاء على الساحة في يناير 1310 بسبب سوء الأحوال الجوية ، والوباء الذي ضرب المعسكر المسيحي ، وهجر خوان دي كاستيا ودون خوان مانويل ، الذان انسحبا من الحصار مع 500 من الفرسان.